# Ochthebius marginalis
Ochthebius marginalis är en skalbaggsart som beskrevs av Claudius Rey 1886. Ochthebius marginalis ingår i släktet Ochthebius och familjen vattenbrynsbaggar. Inga underarter finns listade i Catalogue of Life.